# Plectrohyla glandulosa
A Plectrohyla glandulosa a kétéltűek (Amphibia) osztályának békák (Anura) rendjébe és a levelibéka-félék (Hylidae) családjába, azon belül a Hylinae alcsaládba tartozó faj.

## Előfordulása
A faj Guatemalában és valószínűleg Mexikóban honos. Természetes élőhelye a szubtrópusi vagy trópusi nedves hegyvidéki erdők, szubtrópusi vagy trópusi magashegyi rétek és folyók. A fajt élőhelyének elvesztése fenyegeti.